# Franklin Carmichael
Franklin Carmichael (ur. 12 maja 1890 w Orillia, zm. 24 października 1945 w Toronto) – kanadyjski malarz, członek założyciel Grupy Siedmiu. Poza malarstwem zajmował się również sporządzaniem akwafort, linorytów oraz drzeworytów. Był także projektantem przemysłowym i nauczycielem. 

## Życiorys
Franklin Carmichael od wczesnego dzieciństwa przejawiał talent artystyczny. Zauważywszy to jego matka zapisała go na lekcje muzyki i zajęć plastycznych. Jako nastolatek pracował w zakładzie ojca wytwarzającym powozy. Wykonując dekoracje do powozów rozwijał swoje zdolności w zakresie projektowania, rysowania i malowania. 
W 1911 Carmichael odbywał praktykę w firmie reklamowej Grip Ltd w Toronto; w trakcie praktyki spotkał kilku członków przyszłej Grupy Siedmiu. W latach 1913–1914 studiował w Akademii Sztuk Pięknych w Antwerpii. Po powrocie do Kanady rozpoczął pracę jako projektant przemysłowy w Toronto. Jednocześnie zaczął wspólnie malować z kolegami: Tomem Thomsonem, J.E.H. MacDonaldem i Arthurem Lismerem. Choć malował także obrazy olejne i zajmował się grafiką, stał się najbardziej znany ze swoich akwarel, których motywem były pejzaże północnego Ontario. 
W 1915 Carmichael ożenił się. W 1920 r. został współzałożycielem wspomnianej Grupy Siedmiu. W 1925 roku został członkiem założycielem Kanadyjskiego Stowarzyszenia Akwarelistów (ang. Canadian Society of Painters in Water Colour). 
W tym samym 1925 r. w towarzystwie Lawrena Harrisa i A.Y. Jacksona wziął udział w pierwszej wyprawie w okolice Jeziora Górnego. W okolice Jeziora Górnego powrócił jeszcze w 1926 i 1928. Widoki z tego regionu, a także zaskakujące kształtami i barwami zakątki gór La Cloche na pn. brzegu Zatoki Georgian będą odtąd przez kilka lat głównymi tematami jego prac. Jego doświadczenia z tego okresu oddaje namalowany w 1930 obraz Zamieć śnieżna: północne wybrzeże Jeziora Górnego (Snow Flurries: North Shore of Lake Superior), na którym formacje obłoków kontrastują z ciemnoniebieskimi, uproszczonymi formami wzgórz. Forma tych ostatnich przypomina zaokrąglone formy z widoków Jeziora Górnego, sporządzonych przez Lawrena Harrisa. W latach 30. XX w. tematem obrazów Carmichaela stał się krajobraz przemysłowy północnego Ontario, zwłaszcza rejonu Sudbury.
W latach 1932–1934 Carmichael pełnił funkcję prezesa Kanadyjskiego Stowarzyszenia Akwarelistów. W 1933 założył razem z innymi artystami ugrupowanie Kanadyjska Grupa Malarzy (ang. Canadian Group of Painters). W latach 1932–1945 wykładał w Ontario College of Art. Ponadto od 1942 pracował jako ilustrator książek. 
Zmarł nagle 24 października 1945 w Toronto.
O dzisiejsze pozycji malarstwa F.Carmichaela świadczy fakt, że w maju 2012 r. jego akwarela o wymiarach 44x45 cm, namalowana w 1929 r. i zatytułowana Lone Lake (p. niżej), została sprzedana w Toronto za cenę 330 400 dolarów kanadyjskich. Obraz przedstawia niewielkie jezioro Lone, znajdujące się w górach La Cloche, obecnie w granicach Prowincjonalnego Parku Killarney. Nazwę jeziora zmieniono po śmierci artysty na F. Carmichael Lake.

Przykłady twórczości F. Carmichela
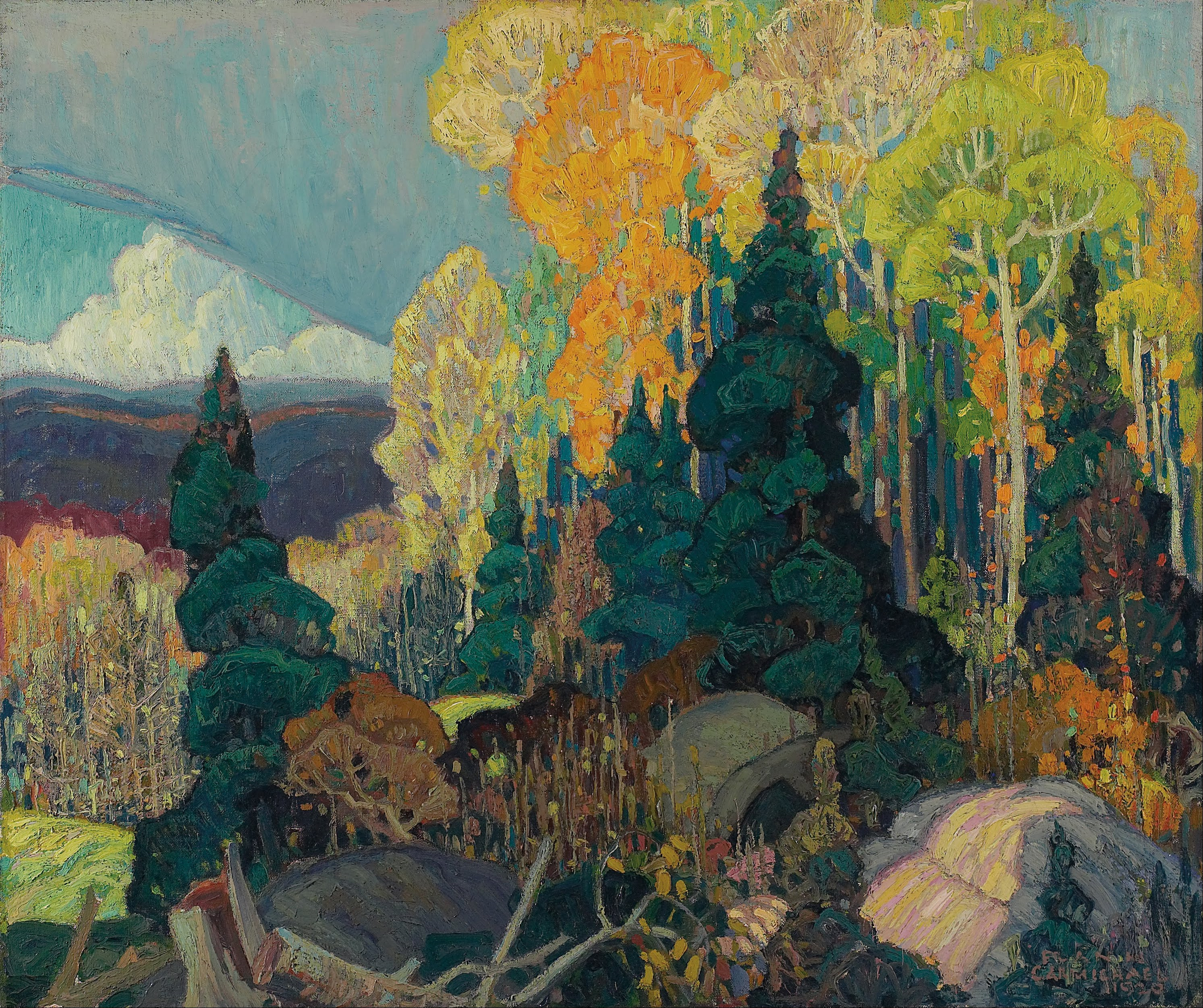
Autumn Hillside (1920)
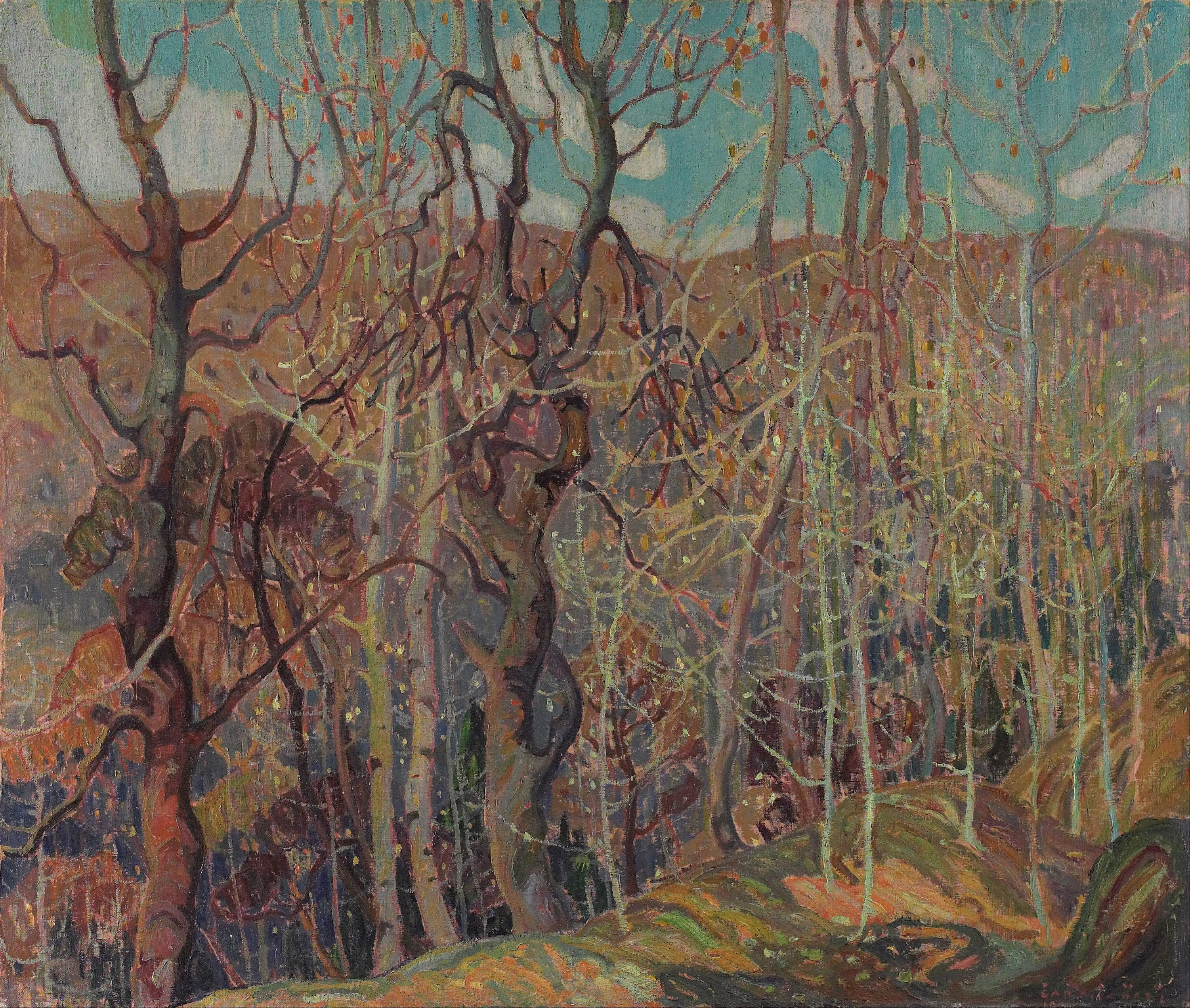
Silvery Tangle (1921)
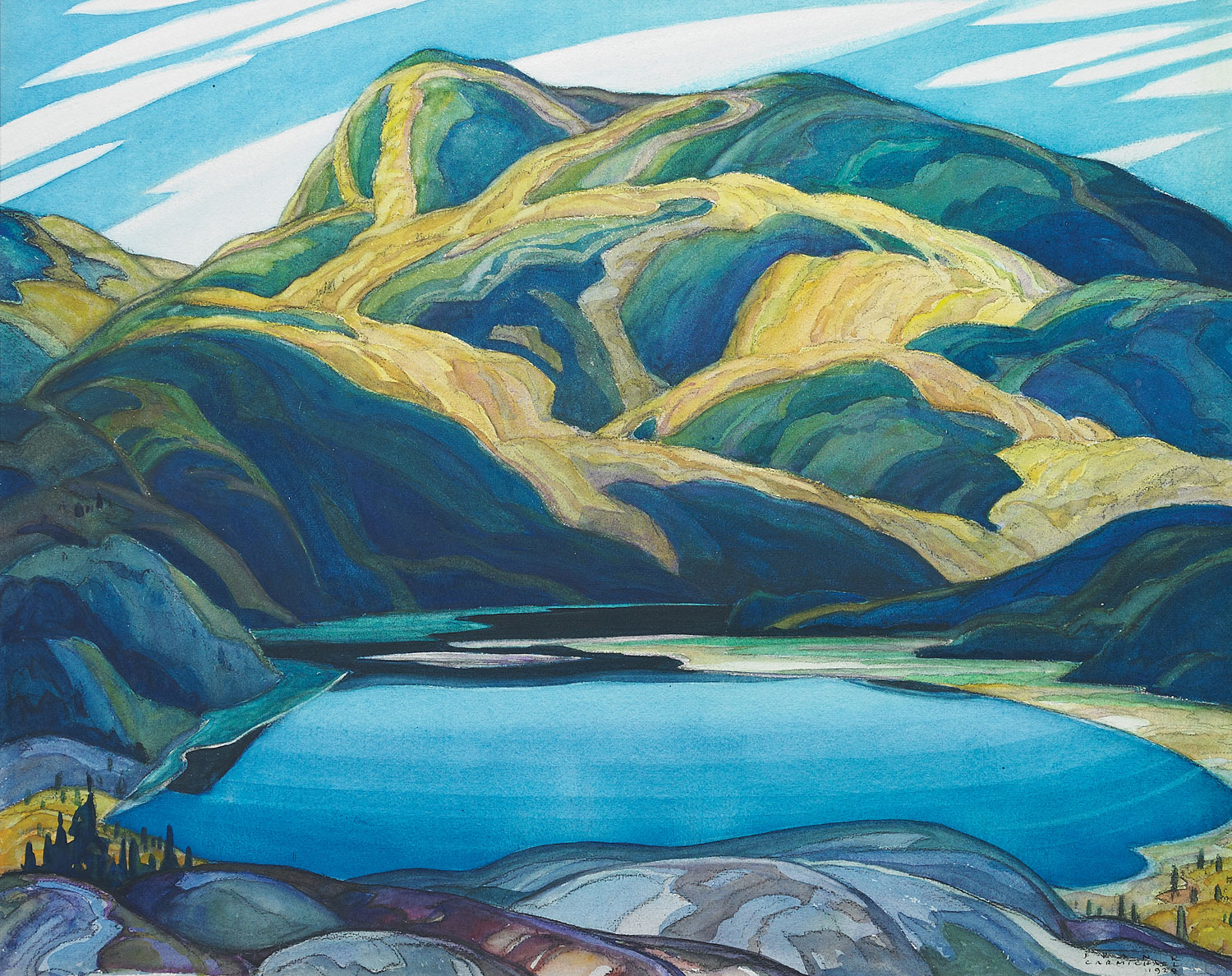
Lone Lake (1929)